# Sachino (Ochamchire)
Sachino (en georgiano: საჩინო; en abjasio: Сачина, romanizado: Sachina) es una aldea que pertenece a la parcialmente reconocida República de Abjasia, dentro del distrito de Ochamchire, aunque de iure es parte del municipio de Ochmachire de la República Autónoma de Abjasia de Georgia.

## Geografía
Sachino se encuentra en la parte montañosa y montañosa del noroeste de la llanura de Samurzakan, a 22 km de Ochamchire. La aldea se administra desde el pueblo de Reka. 